# Allobates magnussoni
Allobates magnussoni Lima, Simões & Kaefer, 2014 è un anfibio anuro appartenente alla famiglia degli Aromobatidi.

## Etimologia
L'epiteto specifico è stato dato in onore di William E. Magnusson.

## Distribuzione e habitat
È endemica dello stato di Pará in Brasile, dove si trova nel bacino del rio Tapajós.